# 山元愛
山元 愛（やまもと あい、1975年5月26日 - ）は、滋賀県出身の元競艇選手。登録番号3836。身長152cm。血液型A型。78期。同期に村田修次、樫葉次郎らがいる。

## 来歴
- 1996年、琵琶湖競艇場でデビュー。
- 2003年6月26日、蒲郡競艇場での女子リーグを最後に引退（節間成績461153635）。
- 2003年6月30日、登録が抹消。

## 戦績
- 出走回数：746回
- 1着回数：51回
- 優出回数：0回
- 優勝回数：0回
- フライング(F)回数：7回
- 出遅れ(L)回数：1回
- 通算勝率：2.64
- 2連対率：12.06
- 3連対率：16.49
- 生涯獲得賞金：37,823,350円

## 人物
- 引退後は各競艇場で初心者向けの競艇教室を開いたり、トークショーやピットレポーター等を務めている。
- 2005年4月より、ミュージシャンの大五郎と共にエフエム滋賀の「トレジャー愛ランド」のパーソナリティーを務め、次いで、「ドリームチャレンジャー」（2009年3月終了）でもパーソナリティーを務めた。番組内で作詞したのを大五郎が曲を付けたこともあった。